# Талия (театр, Будапешт)
«Талия» (венг. Thália) — театр в Будапеште, Венгрия. Основан в 1961 году режиссёром К. Казимиром, который оставался его руководителем до 1991 года. Расположен в районе VI Будапешта на «пештском Бродвее» — улице Надьмезё. Начиная с 1996 года в театре часто проходят спектакли приглашённых трупп или артистов.

## История
В 1961 году венгерский режиссёр-новатор Карой Казимир вместе с группой актёров-единомышленников основал в Будапеште театр «Талия». Своим духовным предшественником создатели нового театра считали будапештский театр «Талия», существовавший в 1904—1908 годах и известный своей демократической и остросоциальной направленностью. Эта преемственность была подчёркнута заимствованным названием театра «Талия».
Изначально театр ставил перед собой три основных задачи: заниматься просвещением своих зрителей, отойти от однотипных традиционных пьес и создать современный репертуар, а также заниматься поиском новых художественных форм и средств художественной выразительности. Девиз нового театра, также позаимствованный у «Талии» начала XX века, звучал так: «Правда в драматургии, правда в игре на сцене!».
Дебютным спектаклем театра «Талия» стали «Аристократы» Н. Погодина. Среди первых спектаклей были также «Наместник» Р. Хоххута, «Дьявол и Господь Бог» Ж.-П. Сартра и «Закат» И. Бабеля. В середине 1960-х годов Казимир вместе с писателем Эндре Фейешем, автором романа «Кладбище ржавчины» о судьбе рабочей семьи, разработали инсценировку этого произведения. Главные роли в этой постановка исполнили актёры Дьюла Сабо и Тери Хорват. Затем Казимир занялся инсценировкой повести И. Эркеня «Тоот и другие», имеющей острую антифашистскую направленность. Для этого спектакля на главную роль был приглашён Золтан Латинович.
В 1971 году театр переехал в новое здание.